# HMS Teredo
HMS Teredo (P338) – brytyjski okręt podwodny należący do trzeciej grupy brytyjskich okrętów podwodnych typu T. Został zbudowany jako P338 w stoczniach Vickers-Armstrongs w Barrow i John Brown & Company w Clydebank. Zwodowano go 27 kwietnia 1945. Jak dotychczas był jedynym okrętem Royal Navy noszącym nazwę „Teredo”.
Okręt wszedł do służby po zakończeniu II wojny światowej i prowadził relatywnie spokojną służbę w marynarce. Zezłomowany w Briton Ferry 5 czerwca 1965.